# Led Zeppelin IV
Неозаглавеният четвърти студиен албум на британската рок група „Лед Зепелин“, известен като Led Zeppelin IV, е издаден на 8 ноември 1971 г. от „Атлантик Рекърдс“. Албумът е продуциран от китариста Джими Пейдж и е записан между декември 1970 г. и февруари 1971 г., предимно в имението „Хедли Грейндж“. Изданието включва отличителната за групата песен Stairway to Heaven, впоследствие описана като една от най-великите рок песни на всички времена.
Неформалната обстановка в „Хедли Грейндж“ вдъхновява групата и позволява на музикантите да опитват различни аранжименти, създавайки песни в различни стилове. След като предишният им албум Led Zeppelin III получава смесени отзиви от критиците, групата решава, че четвъртият им албум официално ще бъде без заглавие и вместо това ще бъде представен от четири символа, избрани от всеки член на „Лед Зепелин“, без да включва името или други елементи на предната обложка. За разлика от предишните три албума за записите на този към групата се присъединяват някои гост-музиканти като певицата Сенди Дени за The Battle of Evermore и пианистът на „Ролинг Стоунс“ Иън Стюарт за Rock and Roll. Както при предишните албуми, така и в този, по-голямата част от съдържанието е написано от групата, с изключение на хардрок блус композицията When the Levee Breaks, която представлява свободна интерпретация по едноименната творба на американската блус изпълнителка Мемфис Мини.
Албумът постига изключителен търговски успех и получава голямо признание от критиката. С продажби възлизащи на повече от 37 милиона копия по целия свят, 24 милиона от които в Съединените американски щати, това е най-продаваният албум на „Лед Зепелин“ в цялата им кариера. В световен мащаб Led Zeppelin IV е един от най-продаваните албуми в историята на музиката, заемайки 12-о място в класацията. Led Zeppelin IV е и петият най-продаван албум в Съединените американски щати, а музикалните критици редовно го поставят на висока позиция в различни класации с най-великите албуми на всички времена.
Led Zeppelin IV е включен в Залата на славата на музикалните награди „Грами“ и е поставен под № 4 в класацията на най-великите 200 албума, събрана от Залата на славата на рокендрола. Този албум се смята и до днес за един от най-важните и влиятелни рок албуми. В него се преплитат стилове като блус, рокендрол и хардрок, а две от песните – The Battle of Evermore и Going to California, съдържат „чист английски фолклор“. Страстта на вокалиста Робърт Плант към митологията и мистиката, залегнали в някои текстове, допълват облика на албума.

## История

### Предистория
По време на шестото им турне в Съединените американски щати през 1970 г. хонорарът на „Лед Зепелин“ е минимум 25 000 долара на концерт. Музикантите излизат на сцената без подгряваща група, без сценичен декор и реквизит – на сцената са монтирани само усилватели и осветление. През този период списание „Мелъди Мейкър“ – водещото британско музикално издание по това време, публикува резултатите от анкета сред своите читатели под заглавие „Зепелин побеждава Бийтълс“. Само година след като са определени за третата най-добра група, „Лед Зепелин“ оглавяват класациите на най-добрите групи, които са доминирани от „Бийтълс“ в продължение на осем години. Робърт Плант е обявен за вокалист на годината, а Led Zeppelin II – за „най-добър албум“. На 18 септември, на фона на тези събития, групата лети за Ню Йорк, където дава пресконференция по повод на два разпродадени концерта в „Медисън Скуеър Гардън“, за които получават 100 000 долара – най-високият хонорар на групата по това време. Музикантите разменят шеги с недружелюбни и скептични репортери, повечето от които свързват групата с измама и обикновена жажда за пари. През следващия месец отношенията с пресата се влошават още повече и се превръщат в открита конфронтация.
Големият шум около Led Zeppelin III гарантира добри продажби, заради големия брой предварителни поръчки. Въпреки това албумът е рецензиран негативно от пресата, а успехът му е посрещнат с възмущение поради обвиненията към групата в кражба на идеи от други блус изпълнители. Списание „Ролинг Стоун“ определя феновете на групата като запалени наркомани, което е подхванато и от други печатни издания. Пресата заклеймява групата, което, от своя страна, довежда до пълното ѝ игнориране от критиката. В резултат на това в продължение на близо година музикантите не дават интервюта.

### Записване
След издаването на Led Zeppelin III през октомври 1970 г. групата си взема почивка от изпълненията на живо, за да се съсредоточи върху записването на следващ албум. Музикантите отхвърлят всички предложения за турнета, включително предложен концерт за Нова година, който трябва да бъде излъчен по телевизията, и се връщат в „Брон-Ир-Аур“ – селска къща в Сноудония, Уелс, за да запишат нови песни.
Звукозаписните сесии за албума започват в новите студия на „Айлънд Рекърдс“ в Лондон през декември 1970 г. Първоначално музикантите от групата избират дома на Мик Джагър за място на записите, но се отказват поради твърде високата цена. След месец те се преместват в имението „Хедли Грейндж“ в Хампшир, Англия, където използват мобилното студио на „Ролинг Стоунс“ със звукорежисьора Анди Джонс и Иън Стюарт от „Ролинг Стоунс“. Анди Джонс току-що е приключил работата по албума Sticky Fingers на „Стоунс“ и препоръчва на „Лед Зепелин“ същото мобилно студио. Китаристът и продуцент Джими Пейдж по-късно си спомня: „Имахме нужда от такова място, където можем да изпием чаша чай и да се скитаме из градината, и да влезем и да направим това, което трябваше да направим.“ Тази спокойна атмосфера предоставя много предимства. Басистът Джон Пол Джоунс си спомня, че липсата на барове и забавления помага на групата да се съсредоточи върху музиката, без да се разсейва.
След като са записани основните песни, групата прави допълнителни записи на партиите (overdubbs) в Лондон през февруари. Малко по-късно Джими Пейдж доставя многопистовите касети в „Сънсет Саунд“ в Лос Анджелис за смесване по препоръка на Джон Пол Джоунс и с план за издаване през април 1971 г. Въпреки това групата не харесва резултатите и така, след турне през пролетта и началото на лятото, през юли Пейдж прави ремикс на целия албум. Изданието отново е забавено заради избора на обложка и обмислянето дали да бъде двоен албум или дори колекция от миниалбуми.

### Заглавие
След хладния до пренебрежителен прием от страна на критиката, който Led Zeppelin III получава в края на 1970 г., Джими Пейдж решава, че следващият албум на „Лед Зепелин“ няма да има заглавие, а вместо това ще включва върху вътрешната обложка само името на звукозаписната компания и четири ръчно нарисувани символа, всеки избран от един от членовете на групата. Звукозаписната компания категорично отхвърля идеята, но групата отстоява позицията си и отказва да предаде главните касети, докато тяхното решение не бъде одобрено. Джими Пейдж създава свой собствен символ и никога не разкрива публично каквито и да било аргументи зад него. Твърди се, че неговият символ датира още от 1557 г. и е използван за обозначаването на Сатурн в астрологическото значение на планетата като управляваща зодиакалния знак Козирог, а понякога се нарича „ZoSo“, въпреки че според седмия Пейдж не е бил замислен като дума. Символът на Джоунс, който той избира от Книгата на знаците на Рудолф Кох, е единичен кръг, пресичащ трикветра, предназначен да символизира човек, който притежава както увереност, така и компетентност. Символът на Бонъм – трите взаимосвързани (боромейски) пръстена, е избран от барабаниста от същата книга. Той представлява триадата майка, баща и дете, но също така е логото на производителя на оръжия „Круп“ и обърната с главата надолу бира „Балънтайн“. Символът на Плант, който представлява перо в кръг, е негов собствен дизайн, основаващ се на знака на предполагаемата цивилизация Му. Пети, по-малък символ, избран от гост-вокалистката Сенди Дени, представя нейния принос към The Battle of Evermore; фигурата, съставена от три равностранни триъгълника, се появява на вътрешната обложка на дългосвирещата плоча, и служи като звездичка. По време на турнето на „Лед Зепелин“ в Обединеното кралство през зимата на 1971 г., малко след издаването на албума, символите се виждат на сценичното оборудване на групата, но само символите на Пейдж и Бонъм са запазени за последващи турнета.
Джими Пейдж също така заявява, че решението да издаде албума без никаква писмена информация на обложката е в противоречие с настоятелния съвет, даден му от консултант по връзки с обществеността, който казва, че след едногодишно отсъствие както от записи, така и от турнета, този ход би бил равнозначен на „професионално самоубийство“. Той припомня, че звукозаписната компания настоява албумът да има заглавие, но отстоява позицията си и това решение, тъй като смята, че това ще окаже влияние върху критиците, които не рецензират един албум на „Лед Зепелин“, без да го разглеждат в контекста на по-ранните.
Издаването на албума по този начин затруднява последователното му идентифициране. Макар че най-често се нарича Led Zeppelin IV, в каталозите на „Атлантик Рекърдс“ се използват имената Four Symbols и The Fourth Album. Наричан е също така ZoSo (символът, избран от Джими Пейдж), Untitled и Runes. Пейдж често реферира към албума в интервюта като „четвъртия албум“ и Led Zeppelin IV, а Плант го смята за „четвъртия албум, това е“. Оригиналната дългосвиреща плоча също няма текст на предната или задната корица; липсва и каталожен номер на гърба ѝ.

### Обложка
Предната част на обложката на Led Zeppelin IV включва ръчно оцветена фотография от XIX век на човек с наръч съчки на гръб, закупена от антикварен магазин в Рединг, Бъркшир, от Робърт Плант. Картината е окачена на вътрешната стена на частично разрушена крайградска къща, за да бъде направена снимката. Жилищният блок на обратната страна на обложката е сградата „Солсбъри Тауър“ в квартала Лейдиууд в Бирмингам. Пейдж обяснява, че корицата на четвъртия албум цели да илюстрира противопоставянето град – провинция, което първоначално се появява в Led Zeppelin III, и напомня на хората, че трябва да се грижат за планетата Земя. Обложката на албума е сред 10-те избрани от Кралската поща за серия от пощенски марки „Обложка на класически албум“, издадена през януари 2010 г.
Вътрешната илюстрация от Барингтън Колби, озаглавена „Отшелникът“, е повлияна от едноименната карта в колодата таро „Райдър-Уейт“. Този герой по-късно е изобразен от самия Пейдж в концертния филм на „Лед Зепелин“ The Song Remains the Same (1976). Шрифтът за текстовете на Stairway to Heaven, отпечатан върху вътрешната част от обложката на албума, е избран от Джими Пейдж. Той попада на старо списание на движението „Изкуства и занаяти“ от края на XIX век, и смята, че буквите в него са интересни.

## Издаване
Албумът е издаден от „Атлантик Рекърдс“ на 8 ноември 1971 г. Той е популяризиран чрез поредица от тийзър реклами, показващи отделните символи от обложката на албума. Влиза в класацията на Обединеното кралство под номер 10, издигайки се до номер 1 на следващата седмица, като прекарва общо 90 седмици в класацията. В САЩ това е най-продаваният албум на „Лед Зепелин“, но не успява да оглави класацията за албуми „Билборд 200“. Най-високото място, което достига, е 2-ро, като през декември 1971 г. отстъпва на There's a Riot Goin' On на „Слай енд дъ Фемили Стоун“, а през януари 1972 г. – на Music на Керъл Кинг. Дейв Люис – редактор на посветеното на „Лед Зепелин“ списание „Тайт Бът Луз“, който повече от 40 години пише за групата, казва: „В крайна сметка, „четвъртият албум на „Зепелин“ ще бъде най-трайният продавач в техния каталог и най-впечатляващият успех в кариерата им, както от комерсиална гледна точка, така и от гледна точка на критиката“. В един момент албумът е класиран сред един от петте най-продавани албума на всички времена. Към 2014 г. е един от най-продаваните албуми на всички времена с повече от 37 милиона продадени копия в световен мащаб. През 2021 г. той е обявен за петия най-високо сертифициран албум в САЩ от Асоциацията на звукозаписната индустрия в Америка с общо 24 платинени награди.
Албумът е преиздаван няколко пъти през 70-те години на XX век, включително на грамофонна плоча през 1978 г. и бокс сет пакет през 1988 г. За първи път е издаден на компактдиск през 80-те години на XX век. Джими Пейдж ремастерира албума през 1990 г. с инженер Джордж Марино в опит да актуализира каталога и няколко песни са използвани за компилациите Led Zeppelin Remasters и Led Zeppelin (Box Set). Всички ремастерирани песни са преиздадени в The Complete Studio Recordings, докато албумът е преиздаден самостоятелно и на компактдиск през 1994 г.
Ремастерирана версия на Led Zeppelin IV е преиздадена на 27 октомври 2014 г. заедно с Houses of the Holy и получава широко признание от критиците, включително от списание „Ролинг Стоун“. Тя се предлага в шест формата: стандартно издание на компактдиск, луксозно издание с два компактдиска, стандартна версия с дългосвиреща плоча, луксозна версия с две дългосвирещи плочи, супер луксозна версия с два компактдиска плюс две дългосвирещи плочи с книга с твърди корици и в MP3 формат. Луксозните и супер луксозните издания включват и бонус материал. Преизданието е с версия на оригиналната обложка с обърнати цветове.

## Оценка на критиката
Led Zeppelin IV получава високо признание от критиците. В съвременна рецензия за „Ролинг Стоун“ Лени Кей изтъква като голямо достойнство на албума разнообразието на песните в него: „от осем песни няма нито една, която да стъпва на пръстите на другата“. Списание „Билборд“ го нарича „мощен албум“, който има търговския потенциал на предишните три албума на групата. Първоначално Робърт Кристгау дава на Led Zeppelin IV безразлична оценка, но по-късно го нарича шедьовър на „тежкия рок“. Макар че все още намира средновековните идеи на групата за ограничаващи, той вярва, че албумът я показва на върха на нейната кариера в писането на песни.
В ретроспективно ревю за „Олмюзик“ Стивън Томас Ърлевайн приписва на албума това, че „дефинира не само „Лед Зепелин“, но и звука и стила на хардрока от 70-те години“, като същевременно „включва хевиметъл, фолк, чист рокендрол и блус“. В ръководството си за хевиметъл албуми Джо Грос от списание „Спин“ представя Led Zeppelin IV като „монолитен крайъгълен камък“ на жанра. Дарил Ийсли от „Би Би Си Мюзик“ казва, че албумът е глобален успех за групата и ефективно комбинира фолк идеите на третия им албум с хардрок стила на втория, докато критиците Катрин Флин и Джулиан Ринг смятат, че включва блус рок от дебюта им, заедно с другите стилове от втория и третия им албум. Журналистът Ей Джей Рамирес го определя за един от най-великите хевиметъл албуми на всички времена, а в книгата си от 1991 г. „Стълба към ада: 500-те най-добри хевиметъл албума във Вселената“ Чък Еди го нарича номер едно метъл албум на всички времена. Според изследователят на рок музиката Мейблън Джоунс Led Zeppelin IV и особено Stairway to Heaven отразяват присъствието на хевиметъла в контракултурните тенденции от началото на 1970-те години, тъй като албумът „смесва постхипи мистицизъм, митологични опасения и хардрок“.

### Признание
| Награда                                             | Публикация                    | Държава | Година | Място |
| --------------------------------------------------- | ----------------------------- | ------- | ------ | ----- |
| 100-те най-велики албума, правени някога            | Списание „Моджо“              | ОК      | 1996   | 24    |
| Зала на славата на Грами                            | Грами                         | САЩ     | 1999   | *     |
| Албум на хилядолетието                              | Гитар                         | САЩ     | 1999   | 2     |
| 100-те най-велики рок албума някога                 | Списание „Класик Рок“         | САЩ     | 2001   | 1     |
| 500 най-велики албума на всички времена             | Списание „Ролинг Стоун“       | САЩ     | 2020   | 58    |
| Топ 100 албума на 1970-те                           | Сайт Пичфорк                  | САЩ     | 2004   | 7     |
| 1001 албума, които трябва да чуете, преди да умрете | Робърт Димери                 | САЩ     | 2005   | *     |
| 100-те най-добри албума някога                      | Списание „Кю“                 | ОК      | 2006   | 21    |
| 100-те най-велики британски рок албума някога       | Списание „Класик Рок“         | ОК      | 2006   | 1     |
| Топ 200 албума на всички времена                    | Зала на славата на рокендрола | САЩ     | 2007   | 4     |
| 500-те най-велики албума на всички времена          | Сайт Ню Мюзикал Експрес       | ОК      | 2013   | 106   |

## Наследство и влияние
Много музикални критици смятат Led Zeppelin IV за най-добрия албум в дискографията на групата, което се доказва от множество класации и публикации. Известни изпълнители цитират Led Zeppelin IV като един от най-влиятелните албуми в историята на музиката, както и причината да започнат да правят музика. Вокалистът на рок групата „Гънс Ен Роузис“ Аксел Роуз, казва в интервю, че Led Zeppelin IV е първата плоча, която той купува със собствени пари и именно тя го прави почитател на тежката музика. Бившият китарист на „Гънс Ен Роузис“, Слаш, заявява, че е започнал да свири на китара любимите си песни от този албум на училищни партита. От своя страна Били Дъфи от „Кълт“ нарича четвъртия албум на британците един вид „пропуск“ към рок музиката, както и един от стълбовете, които са в основата на „шибания рокендрол небостъргач“. Барабанистът Фил Колинс отбеляза, че през 1970-те години на XX век е възхитен от свиренето на Джон Бонъм, изтъквайки уменията на барабаниста в този албум. Музиканти от други жанрове също цитират влиянието на Led Zeppelin IV върху своята кариера. Поп певицата Мадона казва в биографията си, че Led Zeppelin IV е всичко, което е слушала през 1971 г., и чрез този албум „е повярвала, че музикалното безсмъртие е възможно“. Британската певица Адел откроява този албум като рок записа, който е слушала най-често като дете.
Вокалистът на „Куийн“ Фреди Меркюри споменава, че много от ранните му композиции са вдъхновени от песните в албума, по-специално от структурата на Stairway to Heaven, помогнала му да завърши работата по песента Bohemian Rhapsody, която от своя страна е един от най-големите хитове на „Куийн“. За Джеймс Хетфийлд от „Металика“ Stairway to Heaven е една от десетте му любими песни: „Когато за първи път взех китара, първото нещо, което научих, беше началото на тази песен“.

## Обвинения в сатанизъм
През април 1982 г. комисия на щатския законодателен орган на Калифорния решава да слуша записите на Led Zeppelin наобратно. Въпросът е повдигнат от телеевангелиста Пол Крауч, който твърди, че по този начин човек може да чуе сатанистките послания, предавани от групата чрез загадъчна техника за „обратно маскиране“. Крауч е подкрепен от представители на организацията „Морално мнозинство“, които споделят мнението, че по този начин християнската младеж на Съединените щати е била изложена на скритото влияние на сатанизма и подсъзнателно привличане на поклонение пред дявола. След като изслушват Stairway to Heaven отзад напред, някои от съдебните заседатели твърдят, че чуват сатанистки фрази. Обвинителите предлагат да се приеме закон за задължителни предупредителни етикети на албумите. Няколко групи психолози тестват тези твърдения с помощта на научни методи, резултатите от които показват, че субектите чуват само непоследователни звуци. Сатанистките стихове се чуват, само когато субектите имат отпечатано копие пред очите си. Робърт Плант коментира тези обвинения: „Трябва да имате много свободно време, само за да си помислите, че някой [от публиката] може да направи това [да започне да слуша песента назад]“. През 2003 г. Джими Пейдж споделя пред журналиста Ник Кент: „Можех да обсъдя мистиката с Робърт“, отговаря китаристът, който според Кент се интересува много повече от тъмните сфери, отколкото вокалиста. „Дали тъмнината ме привлече, или бях привлечен от нея, не знам“, добавя Джими Пейдж.
През 2004 г. писателят Томас Френд публикува книга, наречена „Паднал ангел: Неразказаната история на Джими Пейдж и Лед Зепелин“. След подробен анализ на Led Zeppelin IV той излага версията, че Джими Пейдж не само е бил обсебен от окултизма, но и сключва „специално споразумение с другите трима музиканти от групата „Лед Зепелин“, за да свалят християнството и превърнат обществеността, купуваща рок албуми, във вяра, почитаща дявола.“ Писателят заключава, че Stairway to Heaven е песен за второто пришествие на сатанизма и че е почит към Луцифер. Впоследствие Кенет Ергер, близък приятел на Джими Пейдж по време на издаването на Led Zeppelin IV, говори за Stairway to Heaven като „най-луциферианската песен на „Лед Зепелин“. Въпреки всичко това, един от най-влиятелните американски радио диджеи, Дейв Диксън, коментирайки тези слухове, отбелязва, че намирането на твърде много в музиката на „Лед Зепелин“ е толкова лесно, колкото погрешното тълкуване на Библията:
| „ | […] Каквато и система от вярвания да искате да откриете, можете да я намерите. И така някой идва и казва, че Stairway to Heaven всъщност е Stairway to Hell. И ако не сте достатъчно умен и искате да повярвате, е невероятно лесно да повярвате в него. […] Трябва само да погледнете Марк Чапман, който стреля по Ленън, или дори по-рано, в Менсън, за да видите, че хората ще намерят каквото си искат в песни, книги и навсякъде. […] Stairway to Heaven е страхотна песен, но бих бил доста изненадан, ако Робърт Плант, честно казано, можеше да каже какво означават текстовете. | “ |

## Списък с песните
| Led Zeppelin IV, 1971 | Led Zeppelin IV, 1971  | Led Zeppelin IV, 1971                                               | 42:20 |
| #                     | Заглавие на песента    | Автор(и)                                                            | Време |
| 1.                    | Black Dog              | Джими Пейдж, Робърт Плант, Джон Пол Джоунс                          | 4:55  |
| 2.                    | Rock and Roll          | Джими Пейдж, Робърт Плант, Джон Бонъм                               | 3:40  |
| 3.                    | The Battle of Evermore | Джими Пейдж, Робърт Плант                                           | 5:38  |
| 4.                    | Stairway to Heaven     | Джими Пейдж, Робърт Плант                                           | 7:55  |
| 5.                    | Misty Mountain Hop     | Джими Пейдж, Робърт Плант, Джон Пол Джоунс                          | 4:39  |
| 6.                    | Four Sticks            | Джими Пейдж, Робърт Плант                                           | 4:49  |
| 7.                    | Going to California    | Джими Пейдж, Робърт Плант                                           | 3:36  |
| 8.                    | When the Levee Breaks  | Джон Бонъм, Джон Пол Джоунс, Мемфис Мини, Джими Пейдж, Робърт Плант | 7:08  |

## Състав
| „Лед Зепелин“ - Джон Бонъм – барабани - Джон Пол Джоунс – бас китара, клавири, мандолина, електрическо пиано - Джими Пейдж – електрически и акустични китари, мандолина на The Battle of Evermore, продукция, аудио мастеринг - Робърт Плант – вокали, хармоника Допълнителни музиканти - Сенди Дени – вокали (The Battle of Evermore), гост музикант - Иън Стюарт – пиано (Rock and Roll), гост музикант | Продукция - Джордж Чкианц – смесване - Анди Джонс – записи, смесване - Питър Грант – продуцент - Барингтън Колъби – илюстрации - Кийт Морис – фотография |

## Позиция в класациите
| Класация (1971 – 72)         | Най-висока позиция |
| ---------------------------- | ------------------ |
| Австралия                    | 2                  |
| Австрия                      | 3                  |
| Великобритания               | 1                  |
| Германия                     | 5                  |
| Дания                        | 2                  |
| Испания                      | 8                  |
| Канада                       | 1                  |
| Нидерландия                  | 1                  |
| Норвегия                     | 3                  |
| САЩ „Билборд 200“            | 2                  |
| САЩ Списание „Кеш Бокс“      | 1                  |
| САЩ Списание „Рекърдс Уърлд“ | 1                  |
| Финландия                    | 7                  |
| Франция                      | 2                  |
| Швеция                       | 2                  |

## Сертификати и продажби
| Страна                       | Сертификат  | Сертифицирани бройки продажби |
| ---------------------------- | ----------- | ----------------------------- |
| Австралия                    | 9хПлатинен  | 630 000                       |
| Аржентина                    | Платинен    | 60 000                        |
| Бразилия                     | Платинен    | 250 000                       |
| Великобритания               | 6хПлатинен  | 1 800 000                     |
| Германия                     | 3хЗлатен    | 750 000                       |
| Италия Продажби след 2009 г. | Платинен    | 50 000                        |
| Испания                      | Платинен    | 100 000                       |
| Канада                       | 2хДиамантен | 2 000 000                     |
| Норвегия                     | Сребърен    | 20 000                        |
| Норвегия Преиздаване         | 2хПлатинен  | 40 000                        |
| САЩ                          | 24хПлатинен | 24 000 000                    |
| Франция                      | 2хПлатинен  | 600 000                       |

## Цитати
1. 1 2 3 4 5 6 7  Erlewine, Stephen. Led Zeppelin IV Review by Stephen Thomas Erlewine //  Led Zeppelin.   allmusic.com. Посетен на 2022-01-31. (на английски)
2. ↑  LED ZEPPELIN IV //  DISCOGRAPHY.   ledzeppelin.com. Посетен на 2022-01-31. (на английски)
3. 1 2 3 4 5  Lewis 2010, с. 73.
4. ↑  Reuters Staff. Led Zeppelin emerges victor in 'Stairway to Heaven' plagiarism case //  Entertainment News.   reuters.com, 2020-10-05. Посетен на 2022-02-14. (на английски)
5. ↑  September 2002 Issue //   SPIN Media LLC. Посетен на 2022-01-31. (на английски)
6. ↑  Colothan, Scott. Led Zeppelin's 'Stairway To Heaven' Voted The Greatest Rock Song //  News.   WENN.com, 2010-05-19. Посетен на 2022-01-31. (на английски)
7. ↑  Bangs, Lester (26 November 1970). „Records: Led Zeppelin III“. Rolling Stone (71): 34.
8. ↑  Lewis 2012, с. 96.
9. ↑  Williamson, Nigel (May 2005). „Forget the Myths“. Uncut: 70..
10. ↑  McStarkey, Mick. The Cover Uncovered: Why Led Zeppelin picked the symbols for ‘IV’ //  MUSIC.   faroutmagazine.co.uk, 2021-11-19. Посетен на 2022-01-31. (на английски)
11. 1 2 3 4 5 6 7 8 9 10 11 12 13 14  Lewis 1990, с. 51.
12. 1 2 3  Larkin, Colin (2006). The Encyclopedia of Popular Music. Vol. 5 (4th ed.). Oxford University Press. p. 140. ISBN 0-19-531373-9.
13. 1 2  McCormick, Neil. Led Zeppelin IV: is this the greatest rock album ever made? //  Rock and Pop Music.   telegraph.co.uk, 2014-07-29.  Архивиран от оригинала на 2018-07-18. Посетен на 2022-02-02. (на английски)
14. 1 2  GOLD & PLATINUM //  AWARDS.   riaa.com. Посетен на 2022-01-31. (на английски)
15. 1 2 3  Top 100 Albums //  GOLD & PLATINUM.   riaa.com. Посетен на 2022-01-31. (на английски)
16. ↑  100 Greatest Rock Albums Ever (December 2001) //  Classic Rock Magazine.   rocklistmusic.co.uk.  Архивиран от оригинала на 2023-01-17. Посетен на 2022-01-31. (на английски)
17. ↑  100 Greatest British Rock Album Ever //  Classic Rock.   rocklistmusic.co.uk, 2006 – 04.  Архивиран от оригинала на 2023-10-26. Посетен на 2022-01-31. (на английски)
18. ↑  Definitive 200 //   rockhall.com.  Архивиран от оригинала на 2009-01-22. Посетен на 2022-01-31. (на английски)
19. 1 2  The Grammy Hall of Fame Award //   National Academy of Recording Arts and Sciences.  Архивиран от оригинала на 2011-02-19. Посетен на 2022-02-14.
20. 1 2  The Definitive 200: Top 200 Albums of All-Time //  Rock and Roll Hall of Fame (United States).    Архивиран от оригинала на 22 January 2009. Посетен на 2022-02-14.
21. ↑  Jones, Mablen. Getting it on : the clothing of rock 'n' roll.   New York : Abbeville Press, 1987. ISBN 0896596869. p. 208. Посетен на 2022-01-31. p. 115 (на английски)
22. ↑  Davis 2001, с. 150.
23. ↑  Melody Maker; 20 September 1969; „Pop Poll '69“ Issue
24. ↑  Davis 2001, с. 151.
25. ↑  September 16, 1970 Melody Maker Poll Awards //  Events.   ledzeppelin.com.  Архивиран от оригинала на 2021-11-26. Посетен на 2022-04-07. (на английски)
26. ↑  Lewis 2007, с. 52 – 53.
27. ↑  Michael Leonard, „Heaven Sent“, Q Led Zeppelin Special Edition, 2003.
28. 1 2 3  Davis 2001, с. 152.
29. 1 2  Davis 2001, с. 153.
30. ↑  Lewis 2010, с. 67.
31. ↑  „Their Time is Gonna Come“. Classic Rock Magazine. December 2007.
32. 1 2  Lewis 1990, с. 16.
33. ↑  Lewis 1990, с. 89.
34. ↑  Lewis 2010, с. 91.
35. ↑  Lewis 1990, с. 16, 89.
36. ↑  Lewis 2010, с. 93.
37. ↑  Gettings, Fred. The Dictionary of Occult, Hermetic, and Alchemical Sigils and Symbols.   London, Routledge & Kegan Paul Ltd, 1981. ISBN 0-7100-0095-2. p. 201. Посетен на 2022-02-01. (на английски)
38. 1 2  Untitled (Media notes). Atlantic Records. 1972. K50008.
39. ↑  Lewis 2007, с. 72.
40. ↑  Lewis 2010, с. 97.
41. 1 2 3  Schulps, Dave. Interview with Jimmy Page //   Trouser Press, 1977 – 10.  Архивиран от оригинала на 2006-08-25. Посетен на 2022-02-01. (на английски)
42. ↑  Jackson, James. Jimmy Page on Led Zeppelin IV, the band's peak and their reunion //  Archive Article.   timesonline.co.uk, 2010-01-08.  Архивиран от оригинала на 2011-08-09. Посетен на 2022-02-01. (на английски)
43. ↑  SCAGGS, AUSTIN. Q&A;: Robert Plant //  articles.   rollingstone.com, 2005-05-05.  Архивиран от оригинала на 2007-10-12. Посетен на 2022-02-01. (на английски)
44. 1 2  Tolinski, Brad; Di Benedetto, Greg (January 1998). „Light and Shade“. Guitar World.
45. ↑  Cannon, Matt. How the Led Zeppelin IV album cover would look it was made today – 45 years on //  Music & Nightlife.   birminghammail.co.uk, 2016-11-10.  Архивиран от оригинала на 2020-04-20. Посетен на 2022-02-01.
46. ↑  Michaels, Michaels. Coldplay album gets stamp of approval from Royal Mail //  Music.   guardian.co.uk, 2010-01-08.  Архивиран от оригинала на 2010-01-11. Посетен на 2022-02-01. (на английски)
47. ↑  Greene, Andy. The 10 Wildest Led Zeppelin Legends, Fact-Checked //  Music Lists.   rollingstone.com. Посетен на 2022-02-01. (на английски)
48. ↑  Led Zeppelin //  Albums.   officialcharts.com. Посетен на 2022-02-02. (на английски)
49. 1 2  BILLBOARD 200 //  The week of December 18, 1971.   billboard.com.  Архивиран от оригинала на 2018-07-18. Посетен на 2022-02-02. (на английски)
50. ↑  Tight But Loose editor Dave Lewis on the latest issue of his magazine and 40 years of covering Led Zeppelin //  LedZepNews.   2019-02-25.
51. 1 2  Lewis 1990, с. 94.
52. ↑  Erlewine, Stephen. Complete Studio Recordings Review by Stephen Thomas Erlewine //  Led Zeppelin.   allmusic.com. Посетен на 2022-02-02. (на английски)
53. ↑  Lewis 1990, с. 94 – 95.
54. ↑  Led Zeppelin IV (Media notes). Atlantic Records. 1994. 7567-82638-2.
55. ↑  Led Zeppelin IV [Remastered] //  Led Zeppelin.   metacritic.com, 2014-10-28. Посетен на 2022-02-02. (на английски)
56. ↑  Led Zeppelin IV (Remastered) в Discogs
57. ↑  MOJO Staff. Led Zeppelin IV And Houses Of The Holy Remasters Due //  Stories.   mojo4music.com, 2014-07-29.  Архивиран от оригинала на 2018-07-20. Посетен на 2022-02-02. (на английски)
58. ↑  Led Zeppelin IV [Remastered] //  Led Zeppelin.   metacritic.com. Посетен на 2022-02-14. (на английски)
59. ↑  Twist, Carlo. Led Zeppelin IV //  Led Zeppelin.   blender.com.  Архивиран от оригинала на 2005-09-26. Посетен на 2022-02-14. (на английски)
60. 1 2 3  Christgau, Robert. Consumer Guide (24) //   robertchristgau.com, 1972-03-03.  Архивиран от оригинала на 2012-11-26. Посетен на 2022-02-10. (на английски)
61. ↑  Larkin, Colin (2007). The Encyclopedia of Popular Music (4th ed.). Oxford University Press. ISBN 978-0-19-531373-4.
62. ↑  Sinclair, Tom. On the Records...Led Zeppelin //  Article.   ew.com, 2020-03-17. Посетен на 2022-02-14. (на английски)
63. ↑  Snow, Mat (November 2014). „More muscle in your bustle: Led Zeppelin Led Zeppelin IV“. Mojo. p. 106.
64. ↑  Gary, Graff. MusicHound rock : the essential album guide. 2nd ed.   Detroit, Mich., Visible Ink Press, 1999. ISBN 9781578590612. p. 662. Посетен на 2022-02-14. (на английски)
65. ↑  Richardson, Mark. Led Zeppelin IV //  Reviews.   pitchfork.com, 2015-02-24.  Архивиран от оригинала на 2015-02-27. Посетен на 2022-02-14. (на английски)
66. ↑  „Review: Led Zeppelin IV“. Q. London: 141. October 1994.
67. ↑  Nathan, Brackett et al. The new Rolling Stone album guide. 4th rev. ed.   New York, Simon & Schuster, 2004. ISBN 0743201698. p. 479. Посетен на 2022-02-14. (на английски)
68. ↑  Kaye, Lenny. Led Zeppelin IV //  albumreviews.   rollingstone.com, 1971-12-23.  Архивиран от оригинала на 2011-06-09. Посетен на 2022-02-10. (на английски)
69. ↑  Album Reviews //   Billboard, 1971-11-20.  Архивиран от оригинала на 2014-06-27. Посетен на 2022-02-10. Billboard: 70 (на английски)
70. ↑  Gross, Joe (February 2005). „Heavy Metal“. Spin. Vibe/Spin Ventures. 21 (2): 89.
71. ↑  Easlea, Daryl. Led Zeppelin Led Zeppelin IV Review //  music.   bbc.co.uk, 2007.  Архивиран от оригинала на 2015-01-12. Посетен на 2022-02-11. (на английски)
72. ↑  Flynn, Katherine et al. Dusting ‘Em Off: Led Zeppelin IV //   2014-06-07.  Архивиран от оригинала на 2014-10-22. Посетен на 2022-02-11. (на английски)
73. ↑  Ramirez, AJ. All That Glitters: Led Zeppelin – „When the Levee Breaks“ //  Music.   popmatters.com, 2011-12-05.  Архивиран от оригинала на 2018-08-09. Посетен на 2022-02-11. (на английски)
74. ↑  Eddy, Chuck. Ranking Rock, Enraging Fans //  Heavy Metal.   articles.chicagotribune.com, 1991-01-18.  Архивиран от оригинала на 2014-02-22. Посетен на 2022-02-11. (на английски)
75. ↑  Mablen, Jones. Getting it on : the clothing of rock 'n' roll.   New York, Abbeville Press, 1987. ISBN 0896596869. p. 116. Посетен на 2022-02-11. (на английски)
76. ↑  The 100 Greatest Albums Ever Made – January 1996 //  Mojo.    Архивиран от оригинала на 25 June 2013. Посетен на 2022-02-14.
77. ↑  Album of the Millennium – December 1999 //  The Guitar.    Архивиран от оригинала на 2011-07-18. Посетен на 2022-02-14.
78. ↑  Classic Rock – 100 Greatest Rock Albums Ever December 2001 //  Classic Rock.    Архивиран от оригинала на 2013-03-20. Посетен на 2022-02-14.
79. ↑  The 500 Greatest Albums of All Time / Led Zeppelin, 'Led Zeppelin IV' //  Music Lists.   rollingstone.com, 2020-09-22. Посетен на 2022-02-14. (на английски)
80. ↑  Pitchfork Staff. Top 100 Albums of the 1970s //   pitchfork.com, 2004-06-23. Посетен на 2022-02-14. (на английски)
81. ↑  Dimery, Robert. 1001 Albums You Must Hear Before You Die.   Hachette UK, 2011. ISBN 978-1-844-03714-8. с. 856.
82. ↑  100 Greatest Albums Ever – February 2006 //  Q.    Архивиран от оригинала на 2018-10-19. Посетен на 2022-02-14.
83. ↑  Classic Rock – 100 Greatest British Rock Albums Ever – April 2006 //  Classic Rock.    Архивиран от оригинала на 2013-05-15. Посетен на 2022-02-14.
84. ↑  Rocklist.net....NME: The 500 Greatest Albums Of All Time : October 2013 //    Архивиран от оригинала на 2017-01-04. Посетен на 2022-02-14.
85. 1 2  classic 2021, с. 30.
86. ↑  Led Zeppelin Albums Ranked //   loudwire.com. Посетен на 2022-04-06. (на английски)
87. ↑  Miller, Matt. Every Led Zeppelin Album, Ranked //   esquire.com, 2019-04-16.  Архивиран от оригинала на 2020-10-20. Посетен на 2022-04-06. (на английски)
88. ↑  McCormick, Neil. Led Zeppelin at 50: all their albums ranked, from worst to best //  music.   telegraph.co.uk, 2019-01-14.  Архивиран от оригинала на 2020-05-27. Посетен на 2022-04-06. (на английски)
89. ↑  DeRiso, Nick. Led Zeppelin Albums Ranked Worst to Best //   ultimateclassicrock.com, 2015-10-27.  Архивиран от оригинала на 2020-07-29. Посетен на 2022-04-06. (на английски)
90. ↑  Leas, Ryan. Led Zeppelin Albums From Worst To Best //   stereogum.com, 2014-10-29.  Архивиран от оригинала на 2017-05-03. Посетен на 2022-04-06. (на английски)
91. ↑  Ramirez, AJ. All That Glitters: Led Zeppelin – „Black Dog“ //  MUSIC.   popmatters.com, 2011-10-17.  Архивиран от оригинала на 2020-05-01. Посетен на 2022-04-06. (на английски)
92. ↑  Nevermind и 9 других самых успешных рок-альбомов //  ШОУ-БИЗНЕС.   mir24.tv, 2016-10-03.  Архивиран от оригинала на 2021-05-11. Посетен на 2022-04-06. (на руски)
93. ↑  Bozza, Anthony. Slash. – HarperCollins Entertainment, 2007. – P. 102. – 457 p. – ISBN 978-0007257751.
94. ↑  classic 2021, с. 48.
95. ↑  Barbara, Victor. Goddess. 1. ed.   New York, Cliff Street Books, 2001. p. 432. Посетен на 2022-04-06. (на английски)
96. ↑  Alvim, Bossuet. Madonna toca 'Whole lotta love' do Led Zeppelin na guitarra; assista //  Música.   uai.com.br, 2015-06-19.  Архивиран от оригинала на 2021-05-11. Посетен на 2022-04-06. (на испански)
97. ↑  Frehsée, Nicole (22 января 2009), „Meet Adele, the U.K.'s Newest Soul Star“. Rolling Stone. (1070):26
98. ↑  Bogdanov, Vladimir. All music guide to electronica : the definitive guide to electronic music. 2nd.   San Francisco, Calif., San Francisco : Backbeat Books, 2001. ISBN 0879306289. p. 457. Посетен на 2022-04-06. (на английски)
99. ↑  Ann Jones, Lesley. 'Bohemian Rhapsody Was Freddie Mercury's Coming Out Song' //  Culture.   thewire.in, 2017-04-09.  Архивиран от оригинала на 2021-05-11. Посетен на 2022-04-06. (на английски)
100. ↑  Wall 2009, с. 387.
101. ↑  Taysom, Joe. James Hetfield's favourite Led Zeppelin song //  Music.   faroutmagazine.co.uk, 2021-12-15. Посетен на 2022-04-06. (на английски)
102. ↑  Polcaro, Rafael. James Hetfield and his 10 favorite songs of all time //  ARTICLES.   rockandrollgarage.com, 2020-03-30.  Архивиран от оригинала на 2021-11-02. Посетен на 2022-04-06. (на английски)
103. 1 2  Wall 2009, с. 418 – 422.
104. ↑  Cox, Trevor. Sonic Wonderland A Scientific Odyssey of Sound.   Paperback, 2015. ISBN 9780099572404. p. 352. Посетен на 2022-04-06. (на английски)
105. ↑  Davis 2001, с. 18.
106. 1 2  Greene, Andy. The 10 Wildest Led Zeppelin Legends, Fact-Checked //  Music Lists.   rollingstone.com, 2019-10-16.  Архивиран от оригинала на 2020-04-23. Посетен на 2022-04-06. (на английски)
107. ↑  Wall 2009, с. 422 – 423.
108. ↑  Wall 2009, с. 418 – 421.
109. ↑  Wall 2009, с. 421 – 422.
110. ↑  Ramirez, AJ. All That Glitters: Led Zeppelin – The Battle of Evermore //   31 October 2011.  Архивиран от оригинала на 11 June 2016. Посетен на 2022-02-14.
111. ↑  Top 20 Albums – 11 March 1972 //  Go-Set.    Архивиран от оригинала на 11 October 2008. Посетен на 2022-02-14.
112. ↑  Discographie Led Zeppelin – austriancharts.at //    Архивиран от оригинала на 25 May 2020. Посетен на 2022-02-14.
113. ↑  Suche – Offizielle Deutsche Charts (Enter „Led Zeppelin“ in the search box) //   GfK Entertainment Charts.  Архивиран от оригинала на 22 May 2016. Посетен на 2022-02-14.
114. ↑  LP Top 10 – November 22, 1971 //    Архивиран от оригинала на 10 April 2016. Посетен на 2022-02-14.
115. ↑  Salaverri, Fernando. Sólo éxitos: año a año, 1959 – 2002. 1st.   Spain, Fundación Autor-SGAE, September 2005. ISBN 84-8048-639-2.
116. ↑  RPM Albums Chart – 8 January 1972 //  RPM.    Архивиран от оригинала на 11 October 2012. Посетен на 2022-02-14.
117. ↑  Extended Search: Led Zeppelin //  dutchcharts.nl.   Hung Medien.  Архивиран от оригинала на 28 July 2014. Посетен на 2022-02-14.
118. ↑  Extended Search: Led Zeppelin //  norwegiancharts.com.   Hung Medien.  Архивиран от оригинала на 22 December 2015. Посетен на 2022-02-14.
119. ↑  CASH BOX MAGAZINE: Music and coin machine magazine 1942 to 1996 //    Архивиран от оригинала на 15 November 2020. Посетен на 2022-02-14.
120. ↑  RECORD WORLD MAGAZINE: 1942 to 1982 //    Архивиран от оригинала на 21 July 2020. Посетен на 2022-02-14.
121. ↑  Pennanen, Timo. Sisältää hitin – levyt ja esittäjät Suomen musiikkilistoilla vuodesta 1972. 1st.   Helsinki, Tammi, 2006. ISBN 978-951-1-21053-5.
122. ↑  French Chart //   infodisc.  Архивиран от оригинала на 2013-11-03. Посетен на 2022-02-14.
123. ↑  HITS ALLER TIJDEN //    Архивиран от оригинала на 3 January 2021. Посетен на 2022-02-14.
124. ↑  ARIA TITLE ACCREDITATIONS REPORT (PDF) //   Посетен на 2022-02-15. For Album Titles Reaching a New Accreditation Level between 1-01-2009 and 31-12-2009 (на английски)
125. ↑  Discos de Oro y Platino //   capif.org.ar.  Архивиран от оригинала на 2013-01-12. Посетен на 2022-02-15.
126. ↑  Certificados Led Zeppelin //   pro-musicabr.org.br. Посетен на 2022-02-15.
127. ↑  Led Zeppelin //   bpi.co.uk. Посетен на 2022-02-15. (на английски)
128. ↑  GOLD-/PLATIN-Datenbank //  Led Zeppelin.   musikindustrie.de. Посетен на 2022-02-15. (на немски)
129. ↑  led zeppelin //   fimi.it. Посетен на 2022-02-15. (на италиански)
130. ↑  Salaverrie, Fernando. Sólo éxitos: año a año, 1959 – 2002 (pdf) //   2005 – 09.  Архивиран от оригинала на 2019-05-20. Посетен на 2022-02-15.
131. ↑  Led Zeppelin //  Gold/Platinum.   musiccanada.com. Посетен на 2022-02-15. (на английски)
132. ↑  Cash Box (PDF) //   worldradiohistory.com. Посетен на 2022-02-15. Cash Box. 16 September 1972. p. 42.
133. ↑  Led Zeppelin IV //  Troféoversikt.   ifpi.no. Посетен на 2022-02-15. (на южен ндебеле)
134. ↑  Les certifications //   snepmusique.com. Посетен на 2022-02-15. (на френски)